# Brookesia betschi
Brookesia betschi — вид ящірок роду брукезія (Brookesia) родини [хамелеонів (Chamaeleonidae).

## Поширення
Brookesia betschi мешкає у лісах на півночі Мадагаскару на висоті 1150—1650 м. Охороняється у національних парках Манонгаріво, Анджанагарібе-Суд , Мароєї та Тсаратанана, а також у лісах між цими територіями.

## Спосіб життя
Цей вид зустрічається у гірських вологих лісах, у первинний та вторинних лісах. Вид мешкає серед листя чагарників, де використовуючи камуфляж, ховається від ворогів та полює на комах.